# Patrimoni dell'umanità della Mauritania
I patrimoni dell'umanità della Mauritania sono i siti dichiarati dall'UNESCO come patrimonio dell'umanità in Mauritania, che è divenuta parte contraente della Convenzione sul patrimonio dell'umanità il 2 marzo 1981.
Al 2022 i siti iscritti nella Lista dei patrimoni dell'umanità sono due, mentre tre sono le candidature per nuove iscrizioni. Il primo sito è costituito dal Parco nazionale del banco di Arguin, iscritto nella lista nel 1989, durante la tredicesima sessione del comitato del patrimonio mondiale. Sette anni dopo, nella ventesima sessione, gli antichi ksour di Ouadane, Chinguetti, Tichitt e Oualata sono divenuti il secondo sito mauritano riconosciuto dall'UNESCO. Un sito è considerato culturale, secondo i criteri di selezione, uno naturale.

## Siti del Patrimonio mondiale
| Foto | Sito                                                    | Luogo                                 | Tipo                        | Anno | Descrizione |
| ---- | ------------------------------------------------------- | ------------------------------------- | --------------------------- | ---- | --- |
|      | Parco nazionale del banco di Arguin                     | Regione di Dakhlet-Nouadhibou         | Naturale (506; ix, x)       | 1989 | Ai margini della costa atlantica, il parco comprende dune di sabbia, paludi costiere, piccole isole e acque costiere poco profonde. Il contrasto tra l'aspro ambiente desertico e la biodiversità della zona marina ha portato a un paesaggio terrestre e marino di eccezionale importanza naturale. Un'ampia varietà di uccelli migratori vi trascorre l'inverno. Si possono trovare anche diverse specie di tartarughe marine e delfini, utilizzate dai pescatori per attirare banchi di pesci.    |
|      | Antichi ksour di Ouadane, Chinguetti, Tichitt e Oualata | Chinguetti, Ouadane, Oualata, Tichitt | Culturale (750; iii, iv, v) | 1996 | Fondati nell'XI e XII secolo per servire le carovane che attraversavano il Sahara, questi centri commerciali e religiosi divennero punti focali della cultura islamica. Sono riusciti a preservare un tessuto urbano che si è evoluto tra il XII e il XVI secolo. Tipicamente, le case con i patii si affollano lungo le strade strette intorno a una moschea con un minareto quadrato. Illustrano uno stile di vita tradizionale incentrato sulla cultura nomade del popolo del Sahara occidentale. |

## Siti candidati
| Foto | Sito                              | Luogo                      | Tipo                             | Anno       | Descrizione |
| ---- | --------------------------------- | -------------------------- | -------------------------------- | ---------- | --- |
|      | Paesaggio culturale di Azougui    | Dipartimento di Atar       | Culturale (1545; iii, iv, v, vi) | 14/06/2001 | Il paesaggio culturale di Azougui è costituito da diverse strutture culturali la cui esistenza è strettamente legata all'ambiente, il quale a sua volta è frutto di un fenomeno naturale che porta le impronte di tutti i valori culturali che ospita. Le componenti essenziali di questo paesaggio sono l'oasi con il suo palmeto e il sito archeologico. Prima capitale degli Almoravidi, era una fortezza costruita in pietra a secco con un muro di cinta e diversi annessi. |
|      | Sito archeologico di Koumbi Saleh | Dipartimento di Amourj     | Culturale (1546; iii, iv, v, vi) | 14/06/2001 | Il sito di Koumbi Saleh, capitale dell'Impero del Ghana fu scoperto nel 1914 da Bonnel de Mezière, ma non fu scavato fino al 1939 quando Paul Thomassey, Raymond Mauny e Lazartigues trovarono diverse costruzioni di un'architettura eccezionale e straordinariamente ricca di materiale archeologico. Dal 1960 Serge Robert e Sophie Berthier iniziarono gli scavi di nuove sezioni del sito in particolare della moschea che attualmente è considerata la più antica e grande moschea dell'Africa occidentale, notevolmente restaurata dall'archeologia.                                                 |
|      | Sito archeologico di Tegdaoust    | Dipartimento di Tamchekett | Culturale (1547; iii, v)         | 14/06/2001 | Tegdaoust era una tappa essenziale nel commercio e nell'industria metallurgica dell'oro, del ferro e del rame; è stata sicuramente la prima tappa della strada che collega il Maghreb al Paese sudanese. Questa città ha vissuto per diversi secoli un fiorente commercio dell'oro e attività socio-economiche molto ricche. Il sito archeologico risale all'VIII secolo, ma ha conosciuto diversi periodi di occupazione che persistono nel tempo fino al XIII secolo. Tra il 1050 e il 1070 il sito, che fino a quel momento era sotto l'autorità dell'Impero del Ghana, fu conquistato dagli Almoravidi. |